# Rose Combe
Pour les articles homonymes, voir Combe (homonymie).
Rose Combe est une romancière française née à Olmet le 14 septembre 1883 et morte à Clermont-Ferrand le 24 septembre 1932. Employée du chemin de fer, chef de halte à Pont-de-David, commune de Bertignat, dans la vallée de la Dore, elle fut révélée par Henri Pourrat et un groupe d'écrivains auvergnats et par Henry Poulaille chef de file du courant de la littérature prolétarienne.

## Biographie
Marie-Rosalie Bugne est née le 14 septembre 1883 à Olmet dans le Forez. Son père Joseph Bugne travaille comme « poseur » à la construction de la ligne de chemin de fer qui  reliera Thiers à Ambert. La famille déménage plusieurs fois dans la vallée de la Dore, au gré des postes de son père. Modestes, ses parents ne possèdent quasiment pas de livres ; elle éprouve pourtant, dès l'enfance, un goût marqué pour la lecture, à commencer par la découverte d'un almanach qu'elle connaît par cœur à 4 ans. Elle suit l'école élémentaire et, bien que son parcours scolaire soit marqué par des périodes d'absences et de fréquents changements, elle obtient le certificat d'étude. Elle rêve d'être institutrice mais ses parents, soucieux de la garder près d'eux, la marient en 1903 à Jean-Marie Combe, un jeune paysan des environs. Elle obtient le poste de chef de halte à Pont-de-David sur la ligne du P.L.M. entre Thiers et Ambert, emploi qu'elle occupera jusqu'à la fin de sa vie. Elle assure son service, s'occupe de son mari, de ses enfants et de sa mère impotente, mais trouve néanmoins le temps de lire toujours aussi passionnément tout ce qu'elle peut se procurer, depuis les feuilletons des journaux aux romans classiques ou à la mode qu'elle se fait prêter ou économise pour acheter. 
Elle commence à écrire vers 1916, un journal intime, des histoires qu'elle imagine mais ne termine pas, par manque de confiance en elle. Elle continue cependant, habitée par les personnages qu’elle invente, mais résolue à garder ses textes pour elle-même. Peu satisfaite de sa vie d'employée du chemin de fer et de ménagère, elle semble s'être évadée et révélée dans cette activité d'écriture. Elle découvre l’œuvre d'Henri Pourrat, son presque voisin à Ambert, y trouve un style nouveau qui lui plaît, la rapproche de l'univers qu'elle connaît, et prenant confiance, elle se risque à lui écrire en août 1925 pour lui demander conseil. 
Il la met en relation avec Lucien Gachon, Pierre Balme, Georges Desdevises du Dézert, Alexandre Vialatte, Amelie Murat...
Pierre Balme fut le premier à publier, dès 1927, quelques nouvelles de Rose Combe dans L'Auvergne littéraire, puis ce fut Henri Pourrat dans L'Almanach des Champs. Vialatte s'entendit avec ses amis pour envoyer le manuscrit de Emile (publié sous le titre Le Mile des Garret) à Henri Poulaille, qui venait de fonder une revue littéraire Nouvel Age autour de la littérature prolétarienne.
Henri Poulaille, publie en 1931 Le Mile des Garret, roman préfacé par Alexandre Vialatte. Ce fut un véritable succès populaire et le livre fut salué par de nombreux critiques dans la presse auvergnate et au niveau national, donnant naissance à une polémique après une critique négative de Léon Werth dans la revue Mondeet les réponses en défense de ses amis écrivains.
Sa carrière d'écrivain aurait pu être lancée mais sa santé, déjà fragile, décline dès septembre 1931 et elle meurt le 24 septembre 1932 à l'hôpital de Clermont-Ferrand. 
Nombre de ses manuscrits sont restés inédits et sont encore conservés par la famille ou dans les archives des écrivains à qui elle les avait envoyés.
Son arrière petite-fille Claudine Combe, a fait un travail de recherche sur la vie de son aïeule, dans le cadre de son mémoire de maîtrise d'histoire, et a publié une biographie très complète en 2007.

## Œuvres éditées
- Le Mile des Garret, De Borée, 20091re édition : Librairie Valois, 1931 dans la collection Romans du Nouvel Age ; rééditions en 1994 chez Seghers et Le grand livre du mois, puis en 1995 France-Loisir, en 1996 J'ai lu, en 2003 Le chardon bleu.
- Accordailles, L'Auvergne littéraire et artistique, n°38, 1928, p. 38-40
- Vieilles choses,  L'Auvergne littéraire et artistique, n°48, 1929 p. 13-25
- Histoires d'un fantaisiste, L'Auvergne littéraire et artistique, n°48, 1929, p. 26-27
- Histoire de ce canton, Almanach des Champs, 1929-1930, p. 43-49
- Gens des routes, Almanach des Champs, 1929-1930, p. 108-112
- Reptiles dans la campagne, Almanach des Champs, 1930-1931? p. 43-49
- Divertissements d'autrefois, L'Auvergne littéraire et artistique, n°60, 1931, p. 21-24
- Comment je me mis à écrire, Les Cahiers bourbonnais : arts, lettres & vie en pays bourbonnais, n°35, 1966, p. 2-5

## Principaux textes inédits
Un certain nombre de textes conservés parmi les archives familiales n'a pas été édité :
- Adèle et Louis, 160 p.
- Anecdotes villageoises, 1931, 91 p.
- Hélène Charmy, 1924-1925, 214 p.
- Lettres à Henri Pourrat, 1927, 150 p.
- Louis Dolance, 261 p.
- Lucie et Georges, 247 p.